# جائزة فرنسا الكبرى 1995
جائزة فرنسا الكبرى 1995 هو سباق فورمولا 1 أقيم بتاريخ 2 يوليو 1995 في فرنسا. كان السابع من أصل 17 في بطولة العالم لسباقات الفورمولا واحد موسم 1995. حلّ الألماني مايكل شوماخر أولا بينما جاء البريطاني دايمون هيل في المركز الثاني وحصل على المركز الثالث البريطاني ديفيد كولتهارد.